# Szerhij Mikolajovics Docenko
Szerhij Mikolajovics Docenko (ukránul: Сергій Миколайович Доценко, oroszul: Сергей Николаевич Доценко [Szergej Nyikolajevics Docenko]; Szimferopol, 1979. július 27. –) ukrán ökölvívó.
2000-ben ezüstérmet szerzett Sydneyben az olimpián, ahol a döntőben az orosz Oleg Szaitovtól szenvedett 24:16 arányú pontozásos vereséget. A következő évben megkezdett profi karrierje mindössze egy évig tartott, ezalatt három mérkőzést vívott, amiket meg is nyert.